# قائمة أنواع الأرقطيون
يوجد عدة أنواع من جنس الأرقطيون:
- أرقطيون أطلسي (الاسم العلمي: Arctium atlanticum)
- أرقطيون أندونيسي (الاسم العلمي: Arctium batavum)
- أرقطيون أوزبكي (الاسم العلمي: Arctium sardaimionense)
- أرقطيون بالاديني (الاسم العلمي: Arctium palladinii)
- أرقطيون بريتوني (الاسم العلمي: Arctium bretonii)
- أرقطيون دوفيني (الاسم العلمي: Arctium delphinense)
- أرقطيون ديبراي (الاسم العلمي: Arctium debrayi)
- أرقطيون ديغني (الاسم العلمي: Arctium degenii)
- أرقطيون زائف (الاسم العلمي: Arctium pseudarctium)
- أرقطيون سكاندينافي (الاسم العلمي: Arctium scanicum)
- أرقطيون سيفي الحراشف (الاسم العلمي: Arctium xiphiolepis)
- أرقطيون شخصي (الاسم العلمي: Arctium personatus)
- أرقطيون شرقي (الاسم العلمي: Arctium orientale)
- أرقطيون شيربنيني (الاسم العلمي: Arctium czerepninii)
- أرقطيون صغير (الاسم العلمي: Arctium minus)
- أرقطيون غامض (الاسم العلمي: Arctium ambiguum)
- أرقطيون كاذب (الاسم العلمي: Arctium nothum)
- أرقطيون كبير الرأس (الاسم العلمي: Arctium macrocephalum)
- أرقطيون كيمبري (الاسم العلمي: Arctium cimbricum)
- أرقطيون متوسط (الاسم العلمي: Arctium intermedium)
- أرقطيون مختلط (الاسم العلمي: Arctium mixtum)
- أرقطيون مفلطح الحراشف (الاسم العلمي: Arctium platylepis)
- أرقطيون نصف رفيع (الاسم العلمي: Arctium semiconstrictum)
- أرقطيون نمساوي (الاسم العلمي: Arctium austriacum)
- أرقطيون نيوماني (الاسم العلمي: Arctium neumani)
- أرقطيون وبري (الاسم العلمي: Arctium tomentosum)
- أرقطيون فولغاوي (الاسم العلمي: Arctium wolgense)
- أرقطيون شائك الثمر (الاسم العلمي: Arctium lappa)